# Bennigsenium
Bennigsenium is een geslacht van kevers uit de familie van de loopkevers (Carabidae). De wetenschappelijke naam van het geslacht is voor het eerst geldig gepubliceerd in 1897 door W.Horn.

## Soorten
Het geslacht Bennigsenium omvat de volgende soorten:
- Bennigsenium basilewsky (Cassola, 1978)
- Bennigsenium bodongi (W.Horn, 1914)
- Bennigsenium discoscriptum (W.Horn, 1914)
- Bennigsenium grossesculptum Cassola & Werner, 2003
- Bennigsenium grossumbreve (W.Horn, 1914)
- Bennigsenium hauseranum W.Horn, 1905
- Bennigsenium horni Kolbe, 1897
- Bennigsenium ismenioides (W.Horn, 1913)
- Bennigsenium kakonkianum Cassola & Miskell, 2001
- Bennigsenium planicorne W.Horn, 1897
- Bennigsenium unciferum Cassola & Werner, 2003